# Mario Gonzales Benites
Ne doit pas être confondu avec Mario González (football).
Mario Gonzales Benites (19 janvier 1937 – 28 octobre 2022), surnommé Mario « La Foca » Gonzales, est un joueur et entraîneur péruvien de football. 
Il est l’un des entraîneurs emblématiques du Club Nacional (Paraguay) qu’il a dirigé à cinq reprises et avec lequel il a remporté deux championnats de 2e division en 1979 et 1989.

## Biographie
Formé à l'Alianza Lima, Mario Gonzales a l'occasion de jouer au Mariscal Sucre puis au Deportivo Municipal. Il arrête prématurément sa carrière de joueur afin d'embrasser le métier d'entraîneur. Dès 1970, il dirige le Carlos A. Mannucci suivi du Deportivo SIMA l'année suivante. Après plusieurs expériences avec des clubs de province (FBC Melgar, Deportivo Junín et León de Huánuco), il prend les rênes de l'Alianza Lima en 1977. Alors qu'il s'apprêtait à remporter le championnat, il est débarqué du club par les dirigeants de l'Alianza à quelques journées de la fin (remplacé par l'Uruguayen Juan Eduardo Hohberg qui sera sacré en fin de saison).
En 1978, il remporte son premier titre d'entraîneur avec le Juventud La Palma lorsqu'il s'octroie la Copa Perú. Mais c'est au Paraguay que Mario Gonzales va se distinguer. En effet, après avoir été champion de 2e division avec le Club Nacional en 1979, il dispute avec le Sol de América la finale du championnat du Paraguay de 1979 face à l'Olimpia, perdue de justesse (0-1, 0-0). Il aura encore l'occasion de diriger le Club Nacional, avec notamment un deuxième sacre en 2e division en 1989.
En dehors du Pérou et du Paraguay, il dirige aussi le Barcelona SC (Équateur), le Deportivo Saprissa (Costa Rica) et le Portuguesa FC (Venezuela).
Retiré du milieu du football, il meurt le 28 octobre 2022.

## Palmarès d'entraîneur
| Juventud La Palma - Copa Perú (1) : - Vainqueur : 1978. |  | Club Nacional - Championnat du Paraguay D2 (2) : - Champion : 1979 et 1989. |  | Sol de América - Championnat du Paraguay - Vice-champion : 1979. |